# Catalogus Baronum
Le Catalogus Baronum est un manuscrit qui liste les obligations militaires de l’aristocratie de la Sicile normande, plus particulièrement dans les régions d’Apulie, dans la principauté de Capoue ainsi que dans la région des Abruzzes après la conquête du roi Roger. La première compilation du manuscrit est produite en 1150 sous le roi Roger II. Le but derrière le Catalogus Baronum est de documenter le service militaire qui est dû, mais aussi d’examiner certaines informations sur l’aristocratie. De plus, il constitue la principale source d’information concernant l’approvisionnement de troupes militaires dans le Royaume de Sicile lors de la période normande au XIIe siècle.
Il était originellement contenu dans un manuscrit du Registre Angevin 1322 A (242), Archivio di Stato (les registres angevins forment une des plus importantes documentations du Moyen Âge avec 378 in-folios et environ 500 000 documents couvrant surtout la période de 1265 à 1435. Il constituait le travail de copistes du XIVe siècle qui se sont basés sur une version plus ancienne d’un autre manuscrit de la fin du XIIIe siècle appelé la copie souabe, lui-même dérivé du manuscrit original norman. La seule copie qui était contenue dans le registre angevin a été détruite durant la Deuxième Guerre mondiale. Son contenu a subsisté grâce au travail d’Evelyn Jamison qui l’a récupéré par des photographies existantes et en a publié une édition en 1972.

## Contenu
Le manuscrit est structuré en trois hiérarchies de service organisé par région. D’abord, les comtes, puis leurs barons et leurs dépendants. Ce recensement permet de déterminer la hiérarchie des fiefs ainsi que la consistance de leur service militaire qui sont établies de manière proportionnée selon l’importance du fief (unité de mesure du servitium militis). Dans cette partie, il est possible de déterminer une nouvelle catégorie de fiefs, feuda quaternata. Les fiefs les plus importants du royaume font partie de celle-ci et doivent le service militaire directement au roi qu’il soit tenu par ce dernier ou par l’intermédiaire d’un comte ou baron. Les fiefs les moins importants échappent à l’enregistrement du Catalogus Baronum et ne doivent pas le service militaire direct. D’autres closes, dans le document, indiquent que les châteaux des comtes et barons doivent être mis à disposition du roi si demande de réquisition. De plus, il est important de mentionner que les roturiers, donc les fiefs non féodaux, n’apparaissent pas dans le premier registre.
Le manuscrit détermine aussi l’importance des fiefs ainsi que leur « évolution ». Dans le répertoire, en plus de la hiérarchie déjà établie, chaque fief se voit aussi attribuer les informations suivantes : la figure initiale du fief ou sa figure « augmentum », son emplacement, son propriétaire foncier ainsi que le comte ou baron du propriétaire foncier. La figure initiale du fief comporte trois variantes : les milites, les villani et les commendatarii qui semblent être une forme de villani. Au total, c’est 3 283.786[Quoi ?] fiefs de chevaliers qui y sont recensés ainsi que 2 138 villani et 20 commendatarii.
Le Catalogus Baronum contient trois registres distincts d’époques différentes et couvrant plusieurs régions du royaume. Le premier est le Quaternus magne expeditionis et a été initialement compilé sous le roi normand Roger II en 1150-1151, mais cela prend plus d’une décennie à terminer la compilation puisqu’elle s’achève en 1168. Le second registre a été composé sous Guillaume vers 1175. Il ne recense que les chevaliers d’Aquino, d’Arce et de Sora. Le troisième registre, le Pheuudatarii iusticiaratus Capitanatae, est celui du roi souabe Frédéric II de 1239-1240. Il ne répertorie que les feudataires du Capitanat.

### Quaternus Magne Expeditionis
La version originale du Catologus Baronum est le volet appelé le Quaternus Magne Expeditionis ou simplement Quaternus. Cette partie du document a pu être produite dû à un contexte de préparation aux attaques des empereurs de l’Est (Byzantins) en 1150-1151. Le texte initial a été révisé en 1167 à la suite d’une attaque sur le royaume. De plus, certaines preuves externes au document démontrent qu’il y a eu la production d’une autre version entre 1156 et 1158.
Le Quaternus était une initiative du roi Roger II d’enregistrer aussi les droits militaires de ses chevaliers ainsi que des autres chevaliers et sergents arrivés au royaume lors de ce Quaternus Magne Expeditionis. Cette partie du document porte sur le droit des soldats, mais recense aussi leurs biens patrimoniaux et ecclésiastiques. En somme, il répertorie les fiefs de la couronne dans la Principauté de Capoue, le Duché d’Apulie et les Abruzzes.

#### Lien avec les croisades
Le Quaternus Magne Expeditionis permet aussi d’en apprendre plus sur l’implication du Royaume de Sicile dans les premières croisades. En effet, la monarchie sicilienne normande semble avoir exercé un contrôle exclusif sur cette participation, malgré un engagement limité du royaume sur le territoire de la Terre sainte. Cela relève d’un problème dans l’historiographie moderne puisqu’elle ne mentionne pas de preuves des Normands du sud de l’Italie lorsqu’il est question de la contribution italienne en Terre sainte. La participation italo-normande est limitée à un petit nombre de contingents avec peu d’importance sur le niveau politique comparativement aux Européens du continent (surtout des « lords ») qui se sont rendus en Terre sainte lors des croisades. Cette participation n’a pas le support des familles aristocratiques normandes les plus influentes comme celle reliée à Roger Borsa et Roger Ier. 
Le rôle italo-normand reste caractérisé par une faiblesse politique qui amène des conséquences tout au long du XIIe siècle.
Dans le premier registre du Catalogus Baronum, neuf fiefs recensés attirent l’attention sur le contexte des croisades vu qu’ils ont été nommés selon le fils aîné de Robert de Guiscard, Bohémond, le dirigeant du contingent italo-normand de la première croisade : Boamundus Manupelli (I et II), Buamundus de Cagnano, Boamundus Malerba, Boa Salparum, Boamundus Travallie, Boemondo Britto, Boemondo Gatto et Boemondo de Balbano. Cela comporte un signe de la grande importance de la société normande dans le sud de l’Italie à cette époque. Le nom « Bohémond » et ses dérivés étaient absents parmi les centaines de personnes provenant des régions transalpines et tout aussi inexistantes dans la documentation du sud de l’Italie. Cette émergence dans l’onomastique normande du sud de l’Italie est ainsi liée à la réputation et aux actes de ce chevalier normand, « prince d’Antioche » et héro de la première croisade.

##### Les limites du manuscrit
Bien que ce document soit une source importante sur la hiérarchie des fiefs normands dans le Royaume de Sicile ainsi que sur le devoir militaire au XIIe siècle, le manuscrit comporte certaines limites importantes. D’abord, le Catalogus Baronum comporte des irrégularités inexplicables dans certaines de ses terminologies ce qui limite la compréhension de certains mots et le sens de certains extraits.
De plus, l’un de ses plus grands défauts est la présence de nombreuses erreurs dans la transcription des scribes ainsi que la présence de calculs parfois incompréhensibles. Cependant, il reste un document détaillé comparativement aux autres sources de l’époque sur l’administration militaire du sud de l’Italie.

### Exemple d'extrait du Catalogus Baronum
L’édition d’Evelyne Jamison est d’une importance capitale, puisqu’il s’agit du dernier témoin du contenu du manuscrit original. Le Catalogus Baronum comporte plusieurs entrées en latin se suivant comme une liste et suivent une structure paritculière. En effet, chaque entrée commence par le nom de l’individu puis ce qu’il possède et enfin ce qu’il doit en soldats ou le nombre qu’il a fourni au royaume. Par exemple, il est inscrit, en latin, que Boamundus de Cagnano et doit fournir deux soldats, mais avec « l’augmentation » il offre huit soldats et huit serviteurs.

## Organisation normande du Royaume de Sicile
Le Catalogus Baronum a une importance sur le plan militaire lors de l’organisation du royaume normand de Sicile. La période avant la conquête et la fondation du Royaume de Sicile en 1130 était marquée par les divisions et les conflits.

### Contexte militaire avant l'invasion normande
La formule du service militaire était problématique bien qu’une fois une unité politique établie, la structure militaire a commencé à émerger. Le sud de l’Italie était divisé à la fois sur le plan ethnique, politique et religieux. Il y avait une prédominance de cités lombardes dans le territoire nord-ouest ainsi que dans l’ouest. Alors que les territoires à l’est et au sud étaient sous le pouvoir impérial direct de l’empire byzantin. Donc, aucune forme d’armée unifiée n’était établie dans le sud de l’Italie.
Cependant, il faut spécifier que les états lombards possédaient un système militaire similaire à celui des Normands avant leur arrivée sur les terres italiennes. La grande différence reposait surtout sur la transmission de la terre puisqu’elle ne reposait pas sur le devoir militaire continu, mais plutôt sur le service envers les états et sur la fidélité envers ceux-ci.

#### La féodalité
Bien que l’historiographie moderne remette en question partiellement l’idée du féodalisme, beaucoup de conclusions reliées à cette notion sont encore acceptées. La féodalité en Italie est un terme délicat puisqu’il y a deux écoles de pensées. D’abord, les historiens du droit, majoritairement des Italiens, se sont intéressés davantage à la littérature féodale savante tandis que les historiens généralistes, surtout issus de l’école française de Rome, décrivent une autre réalité en se basant sur d’autres documents.
Avant l’installation des Normands en Italie du Sud, il y a un effondrement du pouvoir central de la Lombardie et ses structures centrales ne peuvent plus garantir et maintenir la paix. Les prélats se dotent de soldats (milites) pour protéger les propriétés épiscopales lors de cette période.
Les Normands profitent de cette instabilité politique en imposant leurs valeurs militaires. Ils s’assimilent rapidement aux sociétés du sud de l’Italie et maîtrisent les arcanes des institutions présentes sur le territoire. Cependant, ils imposent aussi de nouvelles structures pouvant être qualifiées de féodales. En 1136, une loi spécifie même que le droit féodal est important sur le plan militaire. De plus, rendue sous le règne de Roger II et lors de la production du Catalogus Baronum, la féodalité dans le royaume de Sicile est, alors, une féodalité administrative. En effet, le système de service militaire qui faisait obligation à chaque baron de fournir au roi un nombre déterminé de chevaliers représente une forme de féodalité administrative. En plus de cela, les barons avaient l'obligation de réserver la loyauté envers le roi dans tout serment mutuel échangé entre un vassal et son seigneur et il y avait maintien du droit pour le roi d'autoriser le mariage d'un vassal direct ou d'un sous-vassal. Le Catalogus Baronum est un exemple de la féodalité sicilienne normande, mais Roger II pousse davantage cette organisation en promulguant le premier code moderne de droit royal de l'histoire occidentale, soit l'Assises d'Adriano qui comporte aussi un préambule suivi de 44 articles numérotés. Pour ce qui est de l’annexion des Abruzzes, cela a permis la redistribution du pouvoir et un rétablissement stable d’une hiérarchie en faveur des comtes. Roger II va empêcher l’évêque de Teramo d’avoir un contrôle vassalique étendue et les autres évêques perdront aussi leur puissance féodale[4]. L’annexion normande des Abruzzes amène cette région à être réguler sous les mêmes organisations féodales et cela compte aussi pour ce qui à trait au Catalogus Baronum
Le Catalogus Baronum est aussi une source incontournable pour l’étude des noms (anthroponymie) dans les Pouilles et la Principauté de Capoue au XIIe siècle. En effet, il permet de communiquer des informations précieuses sur la composition des noms des seigneurs féodaux. L’étude du système anthroponymique permet de distinguer deux éléments dans le nom des seigneurs féodaux où le second élément donne la localité du siège principal des possessions féodales du seigneur. De plus, il permet aussi la distinction des seigneurs normands et lombards par leur pratique anthroponymique et transmet des informations importantes sur l’usage des patronymes chez les normands qui se sont établis en Sicile après la conquête.

### Résistance aux Normands et à leur organisation
Lors de la conquête normande de la Sicile et du sud de l’Italie, les différentes régions géographiques ainsi que les différents groupes de population semblent adopter de manière relativement universelle le système d’organisation vers la moitié du XIIe siècle. Cependant, l’invasion n’est pas acceptée par la population. Il y avait déjà eu des révoltes contre d’autres invasions comme celle de 1082 après l’invasion byzantine du sud de l’Italie en 1081.
Guillaume d’Apulie est témoin et commente cette révolte : 
« il semble que pour plusieurs que cette expédition était injuste et une affaire fastidieuse, en particulier pour ceux que les femmes et les tant aimés enfants restés au foyer étaient récalcitrants à se battre dans une telle guerre. Cependant, le duc a renforcé sa technique de persuasion en les menaçant et a forcé plusieurs à combattre ».
De cette période à celle de la création du Royaume de Sicile par Roger II, les conflits qui ont eu lieu ont opposé les différents barons et comtes de Sicile. Le statut du duc d’Apulie, qui était très important, a été réduit et minimisé à celui d’un comte territorial en termes d’autorité alors que Roger Borsa occupait ce titre. Il a même été contraint de concéder des terres pour obtenir de l’aide contre les comtes rebelles.
Même après que Roger II eut tenté d’installer sa propre autorité sur toute l’Italie du Sud continentale, de nombreux nobles, principalement de la principauté de Capoue, s’unirent contre lui sous Rainulf de Caiazzo pour défendre leurs propres libertés. Cependant, au cours de cette période d’occupation normande avant l’établissement du royaume de Sicile, il est possible de percevoir un transfert progressif des systèmes existants présents dans les différentes régions du sud de l’Italie vers un nouveau style de règne et de gouvernance distinctif avec une tendance centralisatrice progressive.
De plus, les résistances à Roger II sont alimentées par les schismes pontificaux et par le positionnement des différents prétendants au pontificat. Son propre couronnement alimente aussi ces résistances puisqu’il exige par la suite le contrôle militaire de nombreuses régions continentales. Cela s’explique par le fait que la conquête normande est faite avec des hommes d’armes attirés en Italie par les possibilités d’un établissement et par l’attrait de la richesse. Roger II meurt en 1154 et son fils, Guillaume Ier, organise un deuxième couronnement à Palerme. Son ascension amène les ennemis du royaume à former une alliance avec l’intention d’anéantir la domination normande en Sicile.
C'est dans ce contexte de tensions entre les comtes rebelles et l’aristocratie normande établie depuis peu, le Catalogus Baronum est rédigé. Il pourrait être une possible réponse aux tentatives d’invasion et de renversement de Manuel Komnenus et de Conrad III.

### Sources